# Hill Harper
Hill Harper, rozený Francis Harper (* 17. květen 1966, Iowa City, Iowa, USA) je americký herec, který se proslavil rolemi v seriálech Kriminálka New York, Limitless a The Good Doctor.

## Životopis
Narodil se v Iowě psychiatrovi Henrymu Harperovi a anestezioložce Marilyn Hill. Studoval na Brownově univerzitě a na Harvardu. Hrál už od svých 7 let, během studia na Harvardu byl členem Boston's Black Folks Theater Company, jedné z nejstarších černošských hereckých skupin v USA. Do filmu a televize se dostal v roce 1993, kdy hrál v seriálu Ženatý se závazky. Hrál ve filmech Dlouhá jízda, Nejlepší hráč, Ona a on a dalších, zejména nezávislých filmech. Jeho nejznámější rolí je Sheldon Hawkes v seriálu Kriminálka New York.

## Filmografie

### Film
| Rok  | Název                          | Role                   | Poznámky            |
| ---- | ------------------------------ | ---------------------- | ------------------- |
| 1993 | Pumpkinhead II: Blood Wings    | Peter                  |                     |
| 1996 | Dlouhá jízda                   | Xavier                 |                     |
| 1997 | Supertajná zbraň               | Slats                  |                     |
| 1997 | Ona a on                       | Michael Simmons        |                     |
| 1998 | Synovec                        | Chad Egan-Washington   |                     |
| 1998 | Milovaná                       | Halle                  |                     |
| 1998 | Nejlepší hráč                  | Coleman 'Booger' Sykes |                     |
| 1998 | Park Day                       | Steve Johnson          |                     |
| 1999 | Právo silnějšího               | Breezy T.              |                     |
| 1999 | Loving Jezebel                 | Theodorous             |                     |
| 1999 | Slaves of Hollywood            | Fisher Lovelace        |                     |
| 2000 | Lebky                          | Will Beckford          |                     |
| 2000 | The Visit                      | Alex Waters            |                     |
| 2003 | Love, Sex and Eating the Bones | Michael Joseph         |                     |
| 2005 | Constellation                  | Errol Hickman          |                     |
| 2006 | Max and Josh                   | Josh                   | krátkometrážní film |
| 2006 | Krutá rasa                     | Noah                   |                     |
| 2006 | Premium                        | Ed                     |                     |
| 2008 | This Is Not a Test             | Carl                   |                     |
| 2008 | A Good Man Is Hard to Find     | Damion Marshall        |                     |
| 2010 | For Colored Girls              | Donald Watkins         |                     |
| 2011 | Mama, I Want to Sing!          | Jeff Andrews           |                     |
| 2011 | Shanghai Hotel                 | Carlos                 |                     |
| 2013 | Miss Dial                      | Political Nutcase      |                     |
| 2013 | The Volunteer                  | Phil                   |                     |
| 2013 | 1982                           | Tim Brown              |                     |
| 2014 | Parts Per Billion              | Rick                   |                     |
| 2015 | Kluk od vedle                  | ředitel Edward Warren  |                     |
| 2015 | Diagnóza: Šampión              | Christopher Jones      |                     |
| 2017 | All Eyez on Me                 | novinář                |                     |
| 2018 | An Interview with God          | Gary                   |                     |

### Televize
| Rok        | Název                          | Role                      | Poznámky                                         |
| ---------- | ------------------------------ | ------------------------- | ------------------------------------------------ |
| 1993       | Life Goes On                   | zdravotní bratr           | díl: „Incident on Main“                          |
| 1993–94    | Ženatý se závazky              | Aaron Mitchell            | 5 dílů                                           |
| 1994       | Odpadlík                       | Clarence 'Dex' Dexter     | díl: „Jižně od Devadesáté osmé“                  |
| 1994       | MANTIS                         | —                         | díl: „Tango Blue“                                |
| 1994       | Walker, Texas Ranger           | B.J. Mays                 | díl: „Odznak jen pro čestné“                     |
| 1994       | Fresh Prince                   | Dana                      | díl: „Will Steps Out“                            |
| 1995       | Nebezpečný klient              | J-Top                     | díl: „Them That Has..."“                         |
| 1995       | Live Shot                      | Tommy Greer               | 13 dílů                                          |
| 1996       | Policie New York               | Bo-Bo Thomas              | díl: „The Blackboard Jungle"“                    |
| 1996       | Nebezpečné myšlenky            | Darryl                    | díl: „Family Ties“                               |
| 1997       | Pohotovost                     | Mr. Jackson               | díl: „Obstruction of Justice"“                   |
| 1998       | Cosby show                     | Preston                   | díl: „Men Are from Mars Women Are from Astoria"“ |
| 1998       | Rodina matky Flory             | Don                       | TV film                                          |
| 2000       | City of Angels                 | Dr. Wesley Williams       | 24 dílů                                          |
| 2002       | The Court                      | Christopher Bell          | neprodaný televizní pilotní díl                  |
| 2002       | Zóna soumraku                  | profesor John Woodrell    | díl: „Shades of Guilt“                           |
| 2003–04    | Manipulátor                    | Darnell                   | 16 dílů                                          |
| 2004       | Soul Food                      | Kelvin Chadway            | 2 díly                                           |
| 2004       | Rodina Sopránů                 | Stokley Davenport M.D.    | díl: „Nepravosti na okraji společnosti“          |
| 2004       | Kriminálka Miami               | Dr. Sheldon Hawkes        | díl: „Miami - New York - Nonstop“                |
| 2004–13    | Kriminálka New York            | Dr. Sheldon Hawkes        | 197 dílů                                         |
| 2005       | 4400                           | Edwin Mayuya              | díl: „Znovuzrození“                              |
| 2005       | Lackawanna blues               | Ruben, Jr. (v dospělosti) | TV film                                          |
| 2009       | The Game                       | Sám sebe                  | díl: „Hill Street Blues“                         |
| 2010       | Stonehenge apokalypsa          | Joseph Lesham             | TV film                                          |
| 2013–2014  | V utajení                      | Calder Michaels           | 32 dílů                                          |
| 2015       | Madam Secretary                | Aiden Humphrey            | díl: „The Kill List“                             |
| 2015–2016  | Všemocný                       | Spelman Boyle             | 22 dílů                                          |
| 2016       | Braxton Family Values          | Sám sebe                  | díl: „You Gotta Get Pelvic to Pelvic!"“          |
| 2016       | Unsung Hollywood               | Sám sebe                  | díl: „Hill Harper“                               |
| 2017       | The Real Housewives of Potomac | Sám sebe                  | díl: „Don't Let the Zip Code Fool Ya“            |
| 2017       | Ve jménu vlasti                | Rob Emmons                | 11 dílů                                          |
| 2017–dosud | How It Really Happened         | moderátor/vypravěč        | 12 dílů                                          |
| 2017–dosud | The Good Doctor                | Dr. Marcus Andrews        | hlavní role                                      |
| 2018       | Black Love                     | sám sebe                  | díl: „Motherly Love“                             |